# Marie Risby
Marie Risby (* 20. April 1955 in Ludvika; gebürtig Marie Johansson) ist eine ehemalige schwedische Skilangläuferin.

## Werdegang
Risby erreichte bei den Olympischen Winterspielen 1976 in Innsbruck den 21. Rang über 10 km und den vierten Rang mit der Staffel. Bei den nordischen Skiweltmeisterschaften 1978 in Lahti belegte sie den vierten Platz mit der Staffel. Ihre besten Platzierungen bei den Olympischen Winterspielen 1980 in Lake Placid waren der elfte Rang über 5 km und der sechste Platz mit der Staffel. Bei den nordischen Skiweltmeisterschaften 1985 in Seefeld erreichte sie den sechsten Platz über 20 km klassisch und den zehnten Platz über 10 km Freistil. Bei den Olympischen Winterspielen 1984 in Sarajevo erreichte sie den vierten Platz über 5 km Freistil, den fünften Platz mit der Staffel und über 20 km klassisch und den sechsten Platz über 10 km klassisch. Im Skilanglauf-Weltcup konnte sie ein Weltcuprennen gewinnen. Ihr bestes Gesamtweltcupplatzierung war der sechste Platz in der Saison 1983/84. Bei schwedischen Meisterschaften gewann sie elfmal Gold.
Marie Risby ist nicht identisch mit der ehemaligen schwedischen Skilangläuferin Marie Johansson (* 30. Juni 1963 in Furudal), die später den erfolgreichen Skilangläufer Gunde Svan geheiratet hat, dabei aber ihren Mädchennamen beibehielt.

## Weltcupsiege im Einzel
| Nr. | Datum        | Ort   | Disziplin            |
| --- | ------------ | ----- | -------------------- |
| 1.  | 2. März 1985 | Lahti | 5 km Individualstart |

## Weltcup-Gesamtplatzierungen
| Saison  | Platz | Punkte |
| ------- | ----- | ------ |
| 1982/83 | 10.   | 62     |
| 1983/84 | 6.    | 95     |
| 1984/85 | 8.    | 85     |